# Cystopteris
Genre
Le genre Cystopteris, dit plus couramment Cystoptère, regroupe des espèces de fougères.

## Principales espèces
Selon ITIS :
- Cystopteris alpina (Lam.) Desv.
- Cystopteris bulbifera (L.) Bernh.
- Cystopteris douglasii Hook.
- Cystopteris fragilis (L.) Bernh.
- Cystopteris × illinoensis R.C. Moran
- Cystopteris laurentiana (Weatherby) Blasdell
- Cystopteris montana (Lam.) Bernh. ex Desv.
- Cystopteris protrusa (Weatherby) Blasdell
- Cystopteris reevesiana Lellinger
- Cystopteris tennesseensis Shaver
- Cystopteris tenuis (Michx.) Desv.
- Cystopteris utahensis Windham & Haufler
- Cystopteris × wagneri R.C. Moran

## Taxinomie
Noms en synonymie
- Cyclopteris Schrad. ex Gray (nom rejeté), homonyme de †Cyclopteris Brongniart, 1828